# Камминг, Артур
Артур Уоррен Дж. Ка́мминг (англ. Arthur Warren J. Cumming; 8 мая 1889 — 8 мая 1914) — британский фигурист, выступавший в одиночном катании, серебряный призёр Игр 1908 года (участвовал в единственном соревновании по специальным фигурам, больше подобное соревнование никогда не проводилось), двукратный чемпион Великобритании в одиночном катании 1912 и 1914 годов. Также выступал в парном катании с миссис Артур Кэдоган (англ. Arthur Cadogan). Они стали седьмыми на чемпионатах мира 1912 и 1913 годов. 
Погиб в Лондоне в возрасте 25 лет, разбившись на мотоцикле.